# Phyllostegia mollis
Phyllostegia mollis là một loài thực vật có hoa thuộc họ bạc hà, Lamiaceae, là loài đặc hữu của Hawaiʻi. Loài này có ở các khu rừng nhiệt đới ẩm thấp hỗn hợp của Hawaii ở độ cao 450–1.830 mét (1.480–6.000 ft) trên quần đảo Maui và Oʻahu. Chúng hiện đang bị đe dọa vì mất môi trường sống.

## Hình ảnh

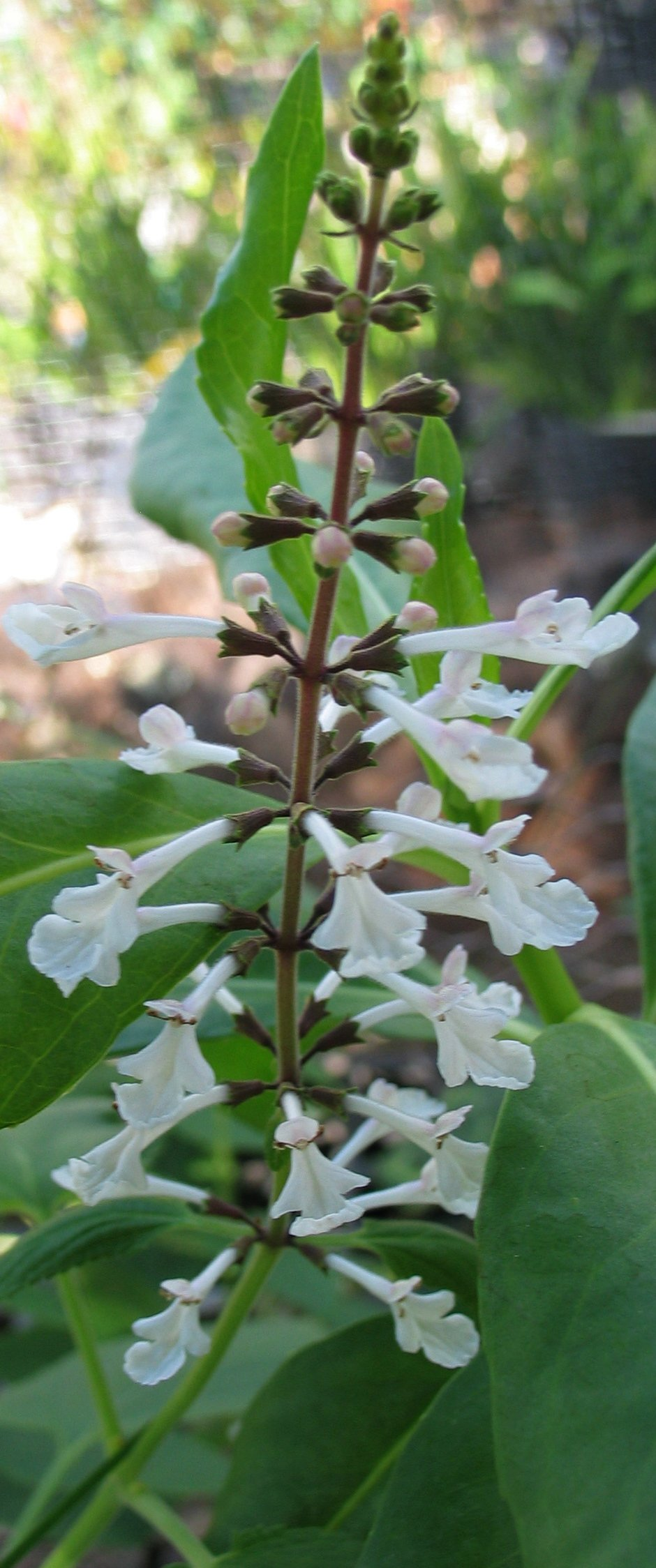
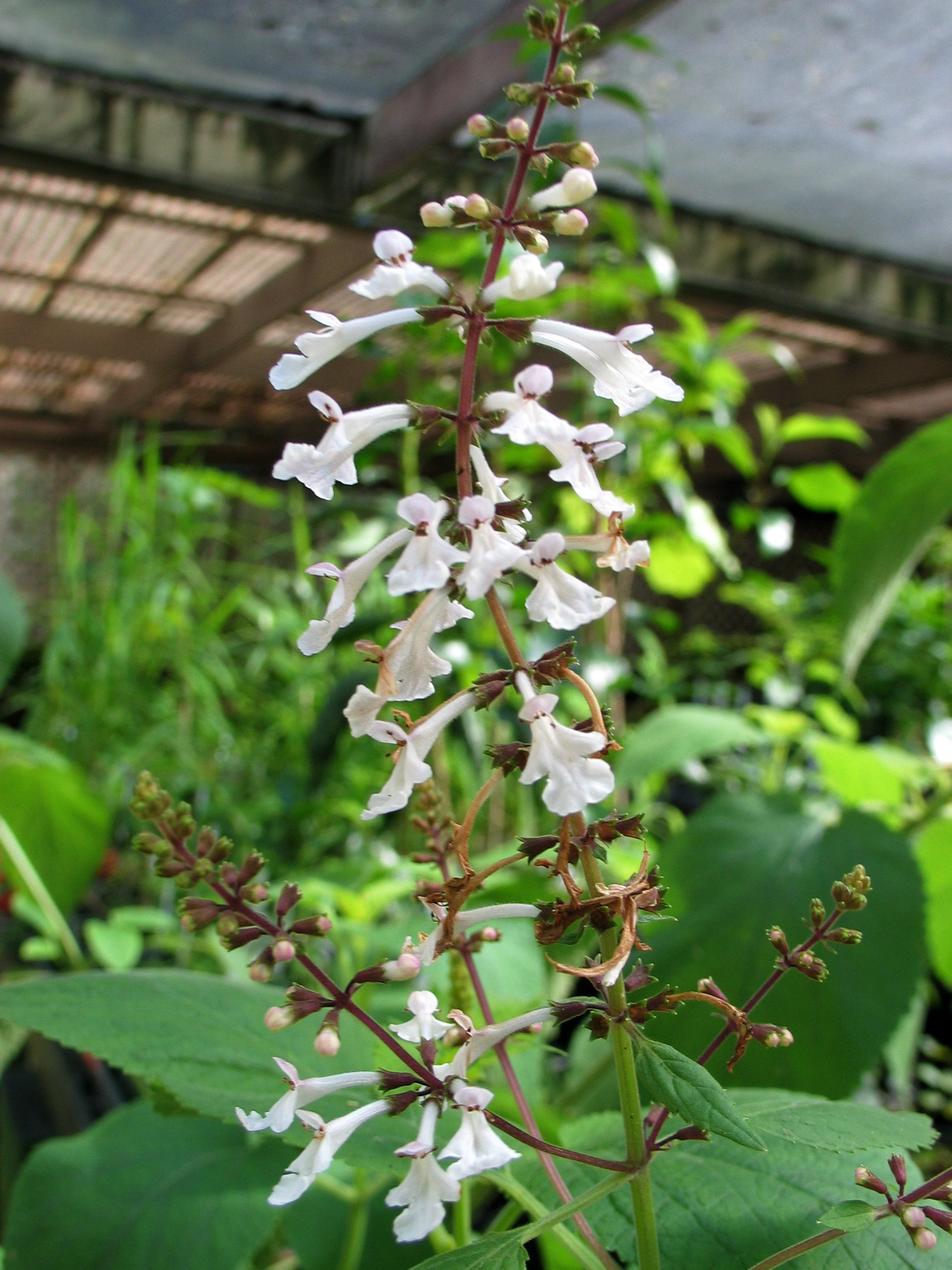
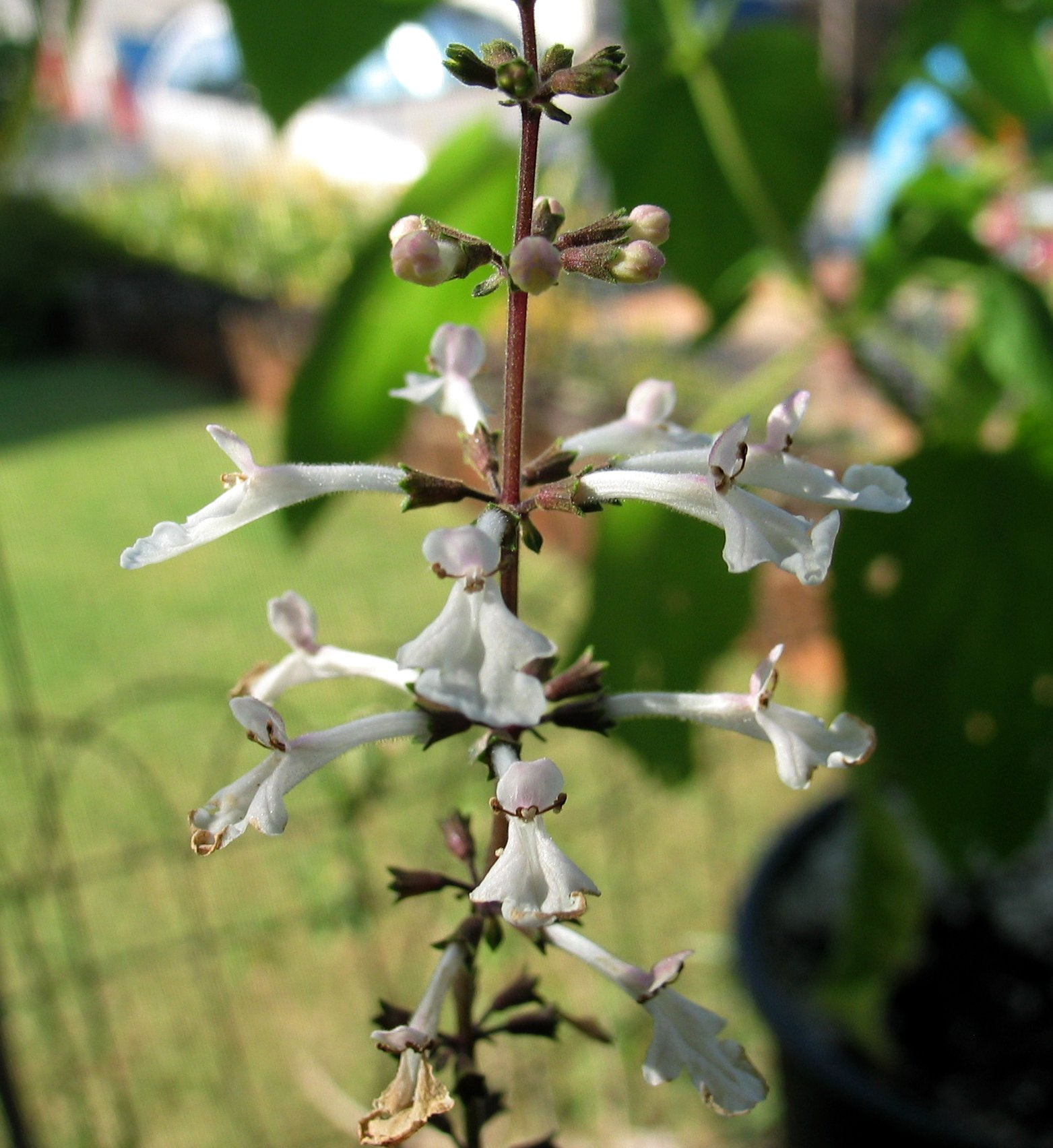
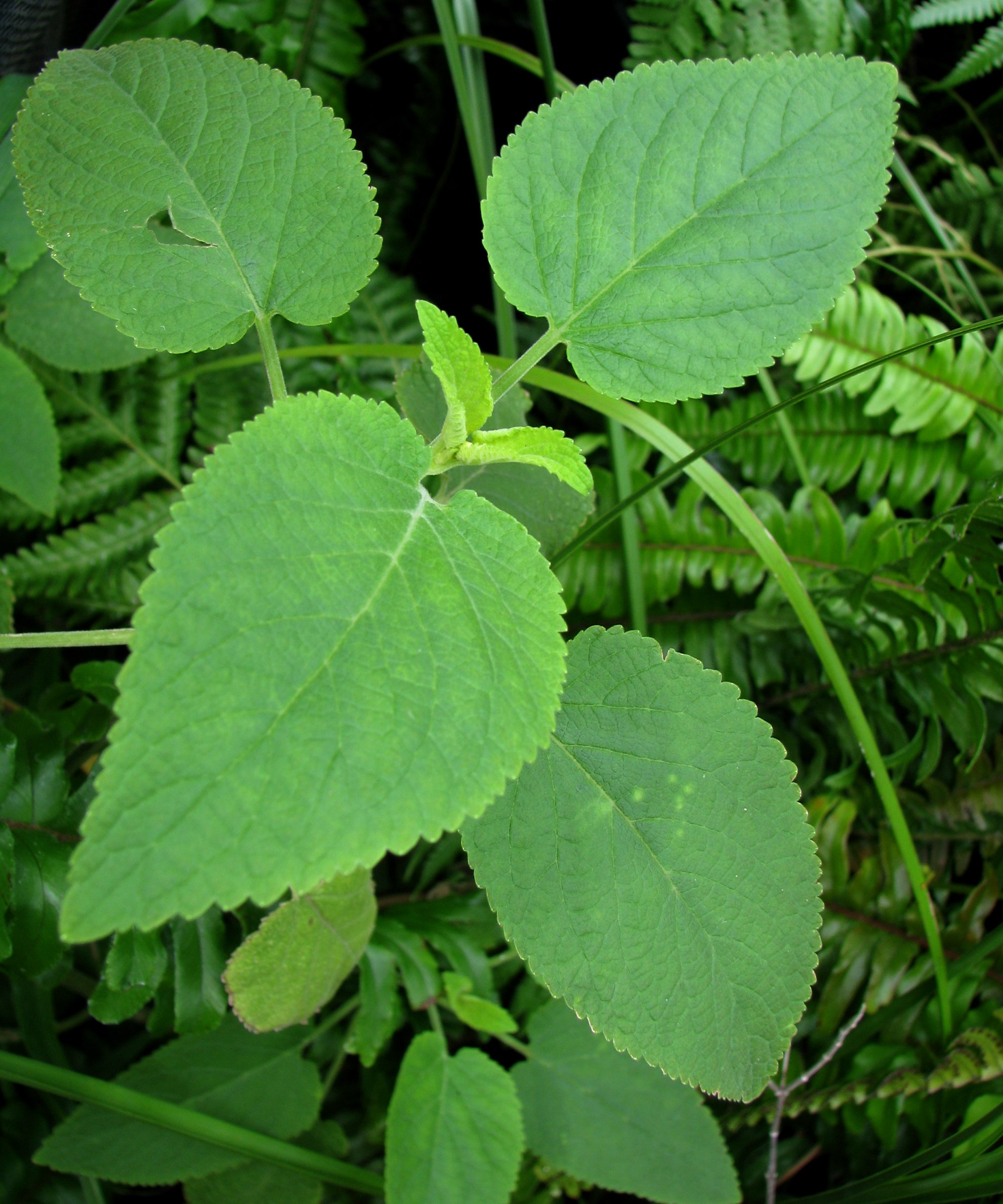